# On Through the Night
Albums de Def Leppard
High 'n' Dry
(1981)
Singles
1. Wasted
Sortie : 17 novembre 1979
2. Hello america
Sortie : 9 février 1980
3. Rock Brigade
Sortie : mai 1980

On Trough the Night est le premier album du groupe de hard rock anglais, Def Leppard. Il est sorti le 14 mars 1980 en Europe sur le label Vertigo Records (Mercury Records pour les USA) et a été produit par Tom Allom.

## Historique
Def Leppard fait partie en 1978 du mouvement NWOBHM, le renouveau du heavy metal au Royaume-Uni. Après un premier Ep autoproduit, "The Def Leppard E.P." et l'arrivée de Rick Allen (alors âgé de quinze ans) à la batterie, le groupe décroche, en octobre- novembre 1979, la première partie de la tournée anglaise d'AC/DC. Le groupe décroche aussi son premier contrat d'enregistrement avec le label Vertigo Records.
Le 17 novembre 1979, parait le premier single, "Wasted"/"Hello America" (# 61 dans les charts britanniques). Ces deux titres seront réenregistrés pendant la création de l'album. Pour cela, Def Leppard rejoint en décembre 1979, les Startling Studios (anciens Ascot sound Studios ayant appartenu à John Lennon) possession à ce moment-là de Ringo Starr. C'est Tom Allom qui est choisi comme producteur de l'album.
"Hello America" est le deuxième single, il sortira en février 1980 peu avant l'album et se classa à la 45 place.
La sortie de l'album sera suivie d'une grande tournée britannique, puis en mai le groupe fera sa première tournée américaine en première partie de Pat Travers.
L'album se classa à la 15e place des charts britanniques et à la 51e au Billboard 200 aux États-Unis. Il sera certifié disque d'or en 1983 puis disque de platine en 1989 aux USA.
On y retrouve le chanteur des Strawbs, Dave Cousins à la narration sur When the Walls Came Tumblin' Down, ainsi que le claviériste Chris Hugues qui joue aussi avec Tears for Fears, ici au synthétiseur sur Hello America.

## Liste des pistes

### Face 1
| No | Titre                             | Auteur                                | Durée |
| -- | --------------------------------- | ------------------------------------- | ----- |
| 1. | Rock Brigade                      | Rick Savage, Steve Clark, Joe Elliott | 3:09  |
| 2. | Hello America                     | Savage, Clark, Elliott                | 3:27  |
| 3. | Sorrow is a Woman                 | Savage, Clark, Pete Willis, Elliott   | 3:54  |
| 4. | It Could Be You                   | Willis, Elliott                       | 2:33  |
| 5. | Satellite                         | Savage, Clark, Willis, Elliott        | 4:28  |
| 6. | When The Walls Came Tumbling Down | Clark, Elliott, Andrew Smith          | 4:43  |

### Face 2
| No  | Titre                | Auteur                         | Durée |
| --- | -------------------- | ------------------------------ | ----- |
| 7.  | Wasted               | Clark, Elliott                 | 3:44  |
| 8.  | Rocks Off            | Savage, Clark, Willis, Elliott | 3:42  |
| 9.  | It Don't Matter      | Willis, Clark, Elliott         | 3:21  |
| 10. | Answer to the Master | Willis, Clatk, Savage, Elliott | 3:11  |
| 11. | Overture             | Savage, Clark, Willis, Elliott | 7:29  |

## Musiciens du groupe
- Joe Elliott: chant
- Steve Clark: guitares, chœurs
- Pete Willis: guitares, chœurs
- Rick Savage: basse, chœurs
- Rick Allen: batterie

## Musiciens additionnels
- Dave Cousins: narration sur "When the Walls Came Tumbling Down"
- Chris M. Hughes: synthétiseur sur "Hello America"

## Charts et certifications
| Pays        | Durée du classement | Meilleur classement |
| ----------- | ------------------- | ------------------- |
| États-Unis  | 51 semaines         | 51e                 |
| Royaume-Uni | 8 semaines          | 15e                 |

| Pays       | Certification | Ventes      | Date       |
| ---------- | ------------- | ----------- | ---------- |
| Canada     | Platine       | 100 000 +   | 28/06/1991 |
| États-Unis | Or            | 500 000 +   | 18/11/1983 |
| États-Unis | Platine       | 1 000 000 + | 09/05/1989 |

Charts singles
| Date | Single        | Chart            | durée du classement | Position |
| ---- | ------------- | ---------------- | ------------------- | -------- |
| 1979 | Wasted        | UK Singles Chart | 3 semaines          | 61e      |
| 1980 | Hello America | UK Singles Chart | 4 semaines          | 45e      |